# Paroisses de Paris en 1790
Une cinquantaine de paroisses, à la fin de l'Ancien Régime, couvrent la zone urbaine du territoire du diocèse de Paris selon les déclarations de patrimoine établies par leurs curés en 1790 et les relevés des prestations de serment de leurs prêtres à la Constitution civile du clergé les 9 et 16 janvier 1791,. Cette organisation est sensiblement modifiée au début de 1791.

## Paroisses urbaines de Paris jusqu'en 1790
En 1790, toutes les églises catholiques de Paris ne sont pas siège de paroisse, mais les paroisses prennent le nom de l'église où elles ont leur siège. 
Dans ce tableau des paroisses urbaines en 1790 chaque siège de paroisse est localisé par la section dans laquelle se trouve l'église du même nom. Le nom du curé figure sur le document qu'il signe et dépose à la mairie de Paris fin 1790 pour déclarer le patrimoine et les revenus de la paroisse, les effectifs du clergé proviennent des listes de prêtres constitutionnels (aussi appelés « jureurs »).
| Nom de la paroisse¹                    | Section² | Nom du curé                 | Prénom du curé          | Effectifs du clergé | dont "jureurs" |
| -------------------------------------- | -------- | --------------------------- | ----------------------- | ------------------- | -------------- |
| Notre-Dame de Bonne-Nouvelle           |          | Favre                       | Jacques-François        | 12                  | 11             |
| Notre-Dame de Lorette                  |          |                             |                         | 1                   | 1              |
| Saint-André-des-Arcs (ou Arts)         |          | Desbois de Rochefort        | Éléonore-Marie          | 10                  | 7              |
| Saint-Antoine-des-Quinze-Vingts        |          | Hebray                      |                         | 8                   | 3              |
| Saint-Barthélemy                       | Cité     | Durville                    | Jacques-Henri           | 14                  | 11             |
| Saint-Benoît                           |          | Brocas                      | François-Nicolas        | 12                  | 4              |
| Saint-Côme                             |          | La Roüe (de)                | Jean-François           | 6                   | 1              |
| Saint-Étienne-du-Mont                  |          | Secrée de Penvern           | François-Gabriel        | 21                  | 20             |
| Saint-Eustache                         |          | Poupart                     | Jean-Jacques            | 69                  | 55             |
| Saint-Germain-l'Auxerrois              |          | Ringard                     | Jean                    | 41                  | 30             |
| Saint-Germain-le-Vieux                 | Cité     | Courtault                   | Claude                  | 4                   | 4              |
| Saint-Gervais                          |          | Veytard                     | François-Xavier         | 29                  | 24             |
| Saint-Hilaire                          |          | Thoré                       | Nicolas-Philippe        | 7                   | 5              |
| Saint-Hippolyte                        |          | Bruté                       | Jean-Joseph-Guillaume   | 5                   | 0              |
| Saint-Jacques-du-Haut-Pas              |          | Anthéaume                   | François-Nicolas        | 9                   | 7              |
| Saint-Jacques-la-Boucherie             |          | Morel                       | Nicolas                 | 24                  | 19             |
| Saint-Jacques-l'Hôpital                |          | Robert                      |                         | 9                   | 4              |
| Saint-Jean-de-Latran                   |          | Huot                        |                         | 4                   | 0              |
| Saint-Jean-en-Grève                    |          | Royer                       | Marc-Louis              | 18                  | 3              |
| Saint-Jean-l'Évangéliste               |          | Schmid                      |                         | 1                   | 0              |
| Saint-Jean-St-Denis                    | Cité     | Froment et Blondeau         |                         | 3                   | 2              |
| Saint-Josse                            |          | Besson                      | Jean-Baptiste           | 5                   | 4              |
| Saint-Landry                           | Cité     | Gérard                      | François                | 4                   | 1              |
| Saint-Laurent                          |          | Moy (de)                    | Charles-Alexandre       | 28                  | 25             |
| Saint-Leu-Saint-Gilles                 |          | Bouthet de la Richardière   | René-Victor             | 16                  | 12             |
| Saint-Louis-des-Invalides              |          | Le Comte                    |                         | 8                   | 5              |
| Saint-Louis-en-l'Île                   |          | Coroller                    | Jacques-Robert-Corentin | 13                  | 7              |
| Saint-Marcel                           |          | Jacquet                     | Pierre-André            | 4                   | 4              |
| Saint-Médard                           |          | Dubois                      | Philémon-Joseph         | 13                  | 11             |
| Saint-Merri (ou Merry)                 |          | Viennet                     | Louis-Esprit            | 24                  | 18             |
| Saint-Nicolas-des-Champs               |          | Parent                      | Jean-Étienne            | 32                  | 13             |
| Saint-Nicolas-du-Chardonnet            |          | Gros                        | Joseph-Marie            | 14                  | 4              |
| Saint-Paul                             |          | Bossu                       | Pierre-Louis            | 46                  | 25             |
| Saint-Philippe-du-Roule                |          | Séjournée                   | Martin-Alexandre        | 4                   | 0              |
| Saint-Pierre-aux-Arcis                 | Cité     | Dubertrand                  | Roch-Damien             | 5                   | 4              |
| Saint-Pierre-aux-Bœufs                 | Cité     | Brière                      | Julien                  | 3                   | 0              |
| Saint-Pierre-de-Chaillot               |          | Benière                     | Jacques-Michel          | 7                   | 7              |
| Saint-Pierre-du-Gros-Caillou           |          | Garat                       | Bernardin               | 5                   | 5              |
| Saint-Roch                             |          | Marduel                     | Claude-Marie            | 60                  | 10             |
| Saint-Sauveur                          |          | Desforges                   | Louis-François-René     | 14                  | 9              |
| Saint-Séverin                          |          | Cantuel de Brémur           | Philippe                | 27                  | 9              |
| Saint-Sulpice                          |          | Maynaud de Pancemont        | Antoine-Xavier          | 59                  | 15             |
| Saint-Symphorien (St-Germain-des-Prés) |          | Hubin                       |                         | 1                   | 0              |
| Saint-Victor                           |          | Lagrenée                    | Victor                  | 4                   | 2              |
| Sainte-Chapelle-Basse                  | Cité     | Roussineau                  | Jean-François           | 14                  | 14             |
| Sainte-Croix-de-la-Cité                | Cité     | Bitter                      | Pierre                  | 3                   | 3              |
| Sainte-Madeleine-de-la-Ville-l'Évêque  |          | Leber                       | Michel                  | 17                  | 12             |
| Sainte-Madeleine-en-la-Cité            | Cité     | Denoux                      | Daniel-Pierre           | 5                   | 5              |
| Sainte-Marguerite                      |          | Laugier de Beaureceuil (de) | Charles-Bernardin       | 32                  | 26             |
| Sainte-Marie-du-Temple                 |          | Ligny de Laquesnoy (de)     | Claude-Charles          | 2                   | 2              |
| Sainte-Marine                          | Cité     | Le Riche                    | Roland                  | 2                   | 0              |
| Sainte-Opportune                       |          | Pion                        | Claude-Antoine          | 5                   | 4              |
| 52 paroisses urbaines                  |          | 53 curés                    |                         | 782 prêtres         | 467            |

¹ On a repris les noms usuels avec les traits d'union. Les termes Notre-Dame (N.D.), Saint (St) et Sainte (Ste) sont abrégés pour un gain de place dans le tableau.
² Section administrative de Paris dans laquelle est située l'église, siège de la Paroisse.

## Paroisses urbaines de Paris à partir de 1791
Dans le cadre juridique de la Constitution civile du clergé et de la Loi de nationalisation des biens du clergé, le nombre de paroisses urbaines de Paris est ramené de 52 à 33 par suppression de 27 anciennes paroisses et création de 8 nouvelles circonscriptions paroissiales. La municipalité de Paris lance l'opération par une délibération du 11 janvier 1791, approuvée par l'assemblée Constituante le 13, prenant force de loi le 15 janvier 1791. Des décrets des 4 et 11 février suivant fixent les limites des 33 nouvelles paroisses,.
Les paroisses supprimées sont signalées dans le tableau ci-dessus par l'exposant °°.
Les territoires des paroisses créées par le décret du 4 février 1791 sont composés soit par démembrement de paroisses maintenues, soit par regroupement de territoires de paroisses supprimées.
| Paroisse nouvelle                | siège                                             | section | origine                                                              | Curé |
| -------------------------------- | ------------------------------------------------- | ------- | -------------------------------------------------------------------- | ---- |
| Métropole Notre-Dame             | Cathédrale Notre-Dame                             |         | Les dix petites paroisses de la Cité supprimées                      |      |
| N.-D. de Lorette                 | Inchangé                                          |         | Partie de St-Eustache                                                |      |
| St-Ambroise                      | Couvent des Annonciades                           |         | Partie de Ste-Marguerite                                             |      |
| St-Augustin (N.D. des-Victoires) | Couvent des Grands-Augustins                      |         |                                                                      |      |
| St-François-d'Assise             | Capucins du Marais                                |         | Parties de St-Paul, St-Gervais et St-Jean-en-Grève                   |      |
| St-Germain-des-Prés              | Abbatiale                                         |         | Partie de St-Sulpice                                                 |      |
| St-Thomas-d'Aquin                | Couvent des Dominicains (= Noviciat des Jacobins) |         | Partie de St-Sulpice                                                 |      |
| St-Victor                        | Inchangé                                          |         | St-Martin du Cloître, St-Hippolyte (supprimées), partie de St-Médard |      |